# Liste der Provinzen von Papua-Neuguinea
Dies ist eine Liste der Provinzen von Papua-Neuguinea.
| Name der Provinz                                     | Größe in km²                               | Einwohner (Stand: 2011)                    | Hauptstadt                                 |
| Ehemaliges Mandatsgebiet Deutsch-Neuguinea           | Ehemaliges Mandatsgebiet Deutsch-Neuguinea | Ehemaliges Mandatsgebiet Deutsch-Neuguinea | Ehemaliges Mandatsgebiet Deutsch-Neuguinea |
| ---------------------------------------------------- | ------------------------------------------ | ------------------------------------------ | ------------------------------------------ |
| Berg-Provinzen (von West nach Ost)                   |                                            |                                            |                                            |
| Enga                                                 | 12.800                                     | 432.045                                    | Wabag                                      |
| Western Highlands                                    | 4.300                                      | 362.850                                    | Mount Hagen                                |
| Jiwaka                                               | 4.800                                      | 343.987                                    | Minj                                       |
| Simbu (Chimbu**)                                     | 6.100                                      | 376.473                                    | Kundiawa                                   |
| Eastern Highlands                                    | 11.200                                     | 579.825                                    | Goroka                                     |
| Insel-Provinzen (vier Inseln)                        |                                            |                                            |                                            |
| Bougainville* (North Solomons**)                     | 9.300                                      | 249.358                                    | Buka                                       |
| West New Britain                                     | 21.000                                     | 264.264                                    | Kimbe                                      |
| East New Britain                                     | 15.500                                     | 328.369                                    | Kokopo                                     |
| New Ireland                                          | 9.600                                      | 194.067                                    | Kavieng                                    |
| Manus                                                | 2.100                                      | 60.485                                     | Lorengau                                   |
| Nordküsten-Provinzen (von West nach Ost)             |                                            |                                            |                                            |
| Sandaun (West Sepik**)                               | 36.300                                     | 248.411                                    | Vanimo                                     |
| East Sepik                                           | 42.800                                     | 450.530                                    | Wewak                                      |
| Madang                                               | 29.000                                     | 493.906                                    | Madang                                     |
| Morobe                                               | 34.500                                     | 674.810                                    | Lae                                        |
| ehemals deutsche Provinzen                           | 238.700                                    | 5.059.380                                  |                                            |
| Ehemals Australisches Territorium Papua              |                                            |                                            |                                            |
| Berg-Provinzen                                       |                                            |                                            |                                            |
| Hela                                                 | 10.500                                     | 249.449                                    | Tari                                       |
| Southern Highlands                                   | 15.100                                     | 510.245                                    | Mendi                                      |
| Südküsten-Provinzen (von West nach Ost)              |                                            |                                            |                                            |
| Fly River (Western)                                  | 99.300                                     | 201.351                                    | Daru                                       |
| Gulf                                                 | 34.500                                     | 158.197                                    | Kerema                                     |
| Central Province                                     | 29.500                                     | 269.756                                    | Port Moresby                               |
| Provinzen an der Ostküste und östliche kleine Inseln |                                            |                                            |                                            |
| Oro (Northern**)                                     | 22.800                                     | 186.309                                    | Popondetta                                 |
| Milne Bay                                            | 14.000                                     | 276.512                                    | Alotau                                     |
| National Capital District                            | 240                                        | 364.125                                    | Port Moresby                               |
| Ehemals britisch-australische Provinzen              | 223.900                                    | 2.215.944                                  |                                            |
| Gesamt                                               | 462.840                                    | 7.275.324                                  | Port Moresby                               |

* Bougainville wurde 2005 zur autonomen Provinz erklärt
** früherer Name der Provinz